# Nymphomaniac
Nymphomaniac (Eigenschreibweise: NYMPH()MANIAC) ist ein europäisches Filmdrama in zwei Teilen von Lars von Trier aus dem Jahr 2013. Charlotte Gainsbourg und Stacy Martin spielen die Hauptfigur der „Joe“ in verschiedenen Altersstufen.

## Handlung
Die 40-jährige Nymphomanin Joe wird nach einer Schlägerei von dem alternden Junggesellen Seligman gerettet. In einem Gästebett in dessen Wohnung liegend erzählt sie diesem ihre sexuelle Lebensgeschichte in acht Kapiteln.
- Kapitel 1, The Compleat Angler: Im Alter von 15 Jahren bittet Joe den etwas älteren Jerôme, sie zu entjungfern. Er bringt es achtlos und mit minimalem Aufwand hinter sich, um weiter an seinem Mofa basteln zu können. Der Vorsatz der enttäuschten Joe, nie wieder mit einem Mann zu schlafen, hält aber nicht lange – wenig später wetteifern Joe und ihre beste Freundin B darin, beim Zugfahren fremde Männer zum Sex in der Toilette zu verführen, und Joe gewinnt.
- Kapitel 2, Jerôme: Joe hat sich zu einer jungen Frau entwickelt, die über großen sexuellen Appetit bei weitgehender Abwesenheit von Gefühlen verfügt. Als sie bei einer Firma als Sekretärin anfängt, entpuppt sich der Juniorchef als Jerôme. Er ist an ihr interessiert, sie aber nicht an ihm, eingedenk ihres enttäuschenden „ersten Mals“. Als sie schließlich doch Gefühle für ihn entwickelt, ist es schon zu spät, da er inzwischen eine Liaison mit seiner Sekretärin angefangen hat und der Seniorchef der Firma Joe wieder entlässt. Dennoch halten Joe und Jerôme freundschaftlichen Kontakt und sehen sich weiterhin.
- Kapitel 3, Mrs. H: Gerade als Joe mit einem ihrer zahlreichen Liebhaber Schluss machen will, steht dessen Frau mit ihren Kindern vor der Tür und macht ihrem Mann, Joe und einem ihrer Liebhaber eine dramatische Szene.
- Kapitel 4, Delirium: Ihr Vater, den Joe sehr geliebt hat, liegt im Krankenhaus und verfällt ins Delirium. Joe nimmt dies bei ihren Besuchen so sehr mit, dass sie es durch mehrfachen Sex mit einem Krankenpfleger zu überspielen versucht, was ihr aber nicht richtig gelingt. Bei einem weiteren Besuch ist der Vater aus dem Bett gefallen und muss von mehreren Pflegern zwangsfixiert werden. Kurze Zeit später liegt ihr Vater im Sterben.
- Kapitel 5, The Little Organ School: Nach dem Tod ihres Vaters nimmt Joe ihr unstetes Liebesleben mit wechselnden Liebhabern wieder auf. Im Park trifft sie beim Spaziergang nach langer Zeit zufällig wieder auf Jerôme, der mit seiner Ehefrau inzwischen zerstritten ist. Joe und Jerôme haben zum zweiten Mal Sex miteinander, welcher diesmal leidenschaftlicher ist als beim ersten Mal. Hierbei entdeckt Joe zu ihrem Entsetzen, dass sie beim Sex nichts mehr empfinden kann. (Damit endet Teil I.)
- Kapitel 6, The Eastern and the Western Church (The Silent Duck): Joe und Jerôme sind inzwischen ein Paar und zusammengezogen. Joe hat wieder Spaß am Sex gefunden, dennoch ist sie mit ihrer Sexualität weiter unzufrieden. Nachdem sie die Pille vergessen hat, wird sie schwanger von Jerôme und bekommt mit ihm zusammen ein Kind, Marcel. Jerôme kann Joes unersättlichem Verlangen nach Sex nicht mehr standhalten und bietet ihr frustriert an, sich bei Bedarf auch Sex bei anderen holen zu können. Joe nimmt das Angebot an, wobei Jerôme immer eifersüchtiger wird, auch aus Angst, sie an einen anderen zu verlieren. Drei Jahre später hatte Joe lange schon keinen Orgasmus mehr. Da Jerôme meist auf Geschäftsreise ist, lässt sie sich auf Sex mit zwei Männern ein, welcher aber nicht so verläuft, wie sie sich das vorgestellt hat. Hiernach gelangt sie an die Adresse des Sadisten K, der sein „Studio“ fast im Stil einer Arztpraxis betreibt. In einer Art Wartezimmer warten Joe und andere Frauen, bis K sie hereinbittet und ihnen in einem strengen, kontrollierten Ritual eine bestimmte Anzahl von Hieben mit einer Reitgerte versetzt. Joe hat nicht immer jemanden, der in dieser Zeit auf Marcel aufpasst. Als Jerôme eines Tages Marcel unbeaufsichtigt auf dem Balkon im Schneetreiben vorfindet, droht er Joe damit, sie mit Marcel zu verlassen, sollte sie ihre S/M-Besessenheit nicht aufgeben. Joe entscheidet sich dagegen und er macht seine Drohung wahr. Jedoch auch Jerôme kann sich nicht ausreichend um das Kind kümmern, weshalb es in eine Pflegefamilie kommt. Einige Zeit danach sind auch Joes Besuche bei K vorbei.
- Kapitel 7, The Mirror: Ein Jahr ist seit der Trennung von Jerôme vergangen. Die inzwischen wieder allein lebende Joe ist schwanger von einem der Männer, welche sie inzwischen hatte. Sie möchte abtreiben, wird aber von Ärzten und Psychologen nicht verstanden, weshalb sie als letzten Ausweg für die Abtreibung einen drastischen Eigeneingriff vornimmt, der ihr unter starken Schmerzen gelingt. Joes Gesundheit zeigt wenige Jahre danach in ihrem Geschlechtsbereich erste negative Auswirkungen. Ihre Chefin bemerkt Joes sexuelle Exzesse ebenso und verlangt von ihr, in eine Therapiegruppe zu gehen. Sie soll dort lernen, sich und den anderen offen einzugestehen, dass sie sexsüchtig ist. Sie bricht die Therapie ab, indem sie sich eingesteht nymphoman zu sein, dies aber auch weiterhin sein will.
- Kapitel 8, The Gun: Joe bewirbt sich bei einem Inkasso-Unternehmen als Geldeintreiberin. Sie zeigt Talent und kann auch ihre S/M-Erfahrungen gewinnbringend einsetzen. Joe bekommt von ihrem Chef eine junge Frau, P, zugeteilt, die sie als Assistentin und Nachfolgerin einarbeiten soll. Sie freundet sich mit der jungen Frau an und lässt diese nach einiger Zeit bei sich einziehen und wohnen. Zwischendurch hat sie immer wieder Schmerzen im Unterleib, Nachwirkungen des eigenen Eingriffes. Ihre Sexualität kommt fast komplett zum Erliegen. P offenbart ihr, dass sie sie liebe. Wenige Tage danach verführt sie Joe. Sie verlieben sich. Joe nimmt P auf deren Drängen zu einem Einsatz mit, wobei diese die Schuld sofort mit einer Pistole eintreiben möchte, was ihr aber von Joe verwehrt wird. Bei einem weiteren Einsatz werden die beiden Frauen mit ihrem Team zu einem Haus geschickt, das Jerôme gehört. Joe entzieht sich unter einem Vorwand dem Einsatz, den ihre nun neue Kollegin P allein zu Ende führt. Auch weitere Einsätze bei Jerôme führt P alleine durch, bis Joe dahinterkommt, dass die beiden in Wahrheit Sex miteinander haben. Sie beschließt, zunächst aus der Gegend zu fliehen, entscheidet sich jedoch um und lauert mit Ps Pistole Jerôme und P in Seligmans Hinterhof auf. Doch weil Joe die Pistole nicht durchgeladen hat, kann sie die beiden nicht erschießen. Jerôme verprügelt Joe. Anschließend muss sie mit ansehen, wie Jerôme mit P Sex auf einer Mülltonne hat. Um die Erniedrigung zu vergrößern, uriniert P abschließend auf sie. Sie lassen sie in der Gasse liegen.

Seligman, ein schüchterner Gelehrter, der nie Sex hatte außer mit sich selbst und sich als asexuell versteht, hat Joes Lebensgeschichte bis zum Ende angehört. Sie ist inzwischen sehr müde geworden und er lässt sie schlafen. Zuvor gibt sie ihm zu verstehen, dass sie ihre Nymphomanie nun doch bekämpfen möchte, und sieht Seligman als ersten neuen Freund im Leben danach. Später geht er in das Zimmer und schlägt die Decke auf, unter der Joe halbnackt liegt. Er fängt an, auf sie zu masturbieren. Joe erwacht und protestiert. Als Seligman nach Argumenten für sein Handeln sucht, greift sie nach ihrer Pistole. Das Bild blendet aus, und man hört, wie sie durchlädt, ihn erschießt und anschließend die Wohnung verlässt.

## Hintergrund
- An der Realisierung des Films waren die Filmproduktionsgesellschaften Zentropa Entertainments und Heimatfilm beteiligt.[5]
- Nymphomaniac wurde in Belgien, Dänemark sowie in Nordrhein-Westfalen gedreht.[6]
- Filmstart in den dänischen und spanischen Kinos war am 25. Dezember 2013. In Deutschland feierte Nymphomaniac seine Premiere am 9. Februar 2014 auf der 64. Berlinale in der ungekürzten Fassung.[7][8]
- Wegen der Länge wurde in den meisten Ländern in eine kürzere und zweigeteilten Kinofassung veröffentlicht (Teil I: Kapitel 1–5; Teil II: Kapitel 6–8). Der deutsche Start von Teil I war am 20. Februar 2014, Teil II kam am 3. April in die Kinos.[9] In den USA lief der Film am 21. März 2014 bzw. am 4. April 2014 in ausgewählten Kinos an.[10][11] Für das Heimkino erschien der 325 Minuten[12] lange Director’s Cut, der von der FSK die Freigabe „Keine Jugendfreigabe“ bekommen hat.[4]
- Der Titelsong Führe mich (Nymphomania) stammt von dem Album Liebe ist für alle da von Rammstein und wurde für den Film umgeschrieben und neu arrangiert.[13]
- Im Kapitel The Little Organ School setzt Joe die sexuellen Qualitäten verschiedener Partner mit den drei Stimmen des Orgelstücks Ich ruf zu dir, Herr Jesu Christ von Johann Sebastian Bach in Beziehung.[14]
- Für einige der authentischen Sexszenen wirkte als Körperdouble der Pornodarsteller Conny Dachs mit:[15] So sieht man etwa seine entblößte Rückansicht, als er im zweiten Teil in der Rolle eines gefesselten Schuldners von Charlotte Gainsbourg mit einem Stromkabel ausgepeitscht wird.
- Eine der Teilnehmerinnen der Selbsthilfegruppe für sexsüchtige Frauen, die in Teil zwei in einem Stuhlkreis sitzt, ist die Schauspielerin Christine Urspruch.
- Im Laufe ihres intimen Gesprächs zwischen Joe und Seligman erzählt der Gelehrte von den erotisch gefärbten literarischen Schriften Canterbury Tales aus dem 14. Jahrhundert, Decamerone von Giovanni Boccaccio und den morgenländischen Erzählungen Tausendundeine Nacht.
- In der Szene, in der Charlotte Gainsbourg einen silbernen Mercedes-Benz mit einem Molotowcocktail in Brand setzt, erklingt Burning Down The House von den Talking Heads. Während des Abspanns läuft Hey Joe von Jimi Hendrix, aber in einer von Charlotte Gainsbourg gesungenen Version, weil die Rechte für das Original nicht eingeholt werden konnten.[16]
- Als in Kapitel 6 ihr Sohn Marcel auf den Balkon steigt, erklingt die Arie Lascia ch’io pianga aus Händels Rinaldo, die auch anfangs des Films Antichrist von Triers zu hören ist. Es handelt sich hierbei um die identische Musikaufnahme.[17]

## Rezeption
Der erste Teil des Films Nymphomaniac wurde bei Rotten Tomatoes überwiegend positiv bewertet und erreichte ein „Rating“ von 76 Prozent, basierend auf 203 Rezensionen. Der zweite Teil fiel dagegen mit 59 %  bei 127 Rezensionen etwas ab.

„Von Trier […] ist nur leider zu sehr in seinem doch ziemlich privaten Kreativenirrsinn verstrickt, als dass aus seiner Versuchsanordnung wirklich tolles Kino werden könnte. Kann sein, dass der Mann ein Depressiver ist; kann sein, dass er sich als Leidensaugust selbstvermarktet; kann sein, dass er sehr doofe oder sehr gescheite Gedanken denkt. Egal. Dem Zuschauer kann das, entgegen vieler biografistischer Herumdeuteleien, völlig wurscht sein. […] Im Kinosaal aber ist ‚Nymphomaniac‘ lärmend unterhaltsam und erschütternd spannungsfrei. In dieser Story, die angeblich von Geilheit und Glücksstreben berichtet, herrscht die Dramaturgie des Leierkastens.“

„Wer sich in diese triste Seelenschau vorwagt, wird zwar ein krankes Schicksal entdecken, aber durch eine von Genialität, Bildgewalt und Vieldeutigkeit getragene Filmkunst belohnt. Jenseits des ungeschönten Blicks in den Orkus beherrscht es der dänische Grossmeister des Psychokinos wie kaum ein anderer, die Gebirge unserer Sehnsüchte und Hoffnungen aufzuzeigen. Im Angesicht eines leuchtenden Firmaments vernimmt das Publikum zu Beginn und zum Schluss Joes Traum […] – ein Moment voller poetischer Intensität.“

„Während all die expliziten Szenen, die im Vorfeld den Ruf des Films bestimmten, durchintellektualisiert und steril daherkommen, erweist sich NYMPHOMANIAC als »schlüpfrig« in ganz anderem Sinne. Man kriegt diesen Film interpretatorisch nicht zu fassen. Wo der Ernst aufhört und die Farce beginnt, wo es um weibliche Sexualität und wo um männliche Projektion geht, darüber gibt zumindest der erste Teil, egal ob in der kürzeren oder der Director’s-Cut-Fassung, noch keine echte Auskunft.“

Der Filmkritiker Wolfgang M. Schmitt bezeichnet Nymphomaniac  als ein ungewöhnliches und anspruchsvolles Werk, das weniger einem klassischen Spielfilm als vielmehr einem filmischen Essay gleiche. Der Film sei nicht auf eine spannungsgeladene Handlung ausgerichtet, sondern ziele darauf ab, zum Nachdenken anzuregen.
Schmitt kritisiert die Zweiteilung des Films, da dadurch der inhaltliche Zusammenhang und die dramaturgische Wirkung geschwächt würden. Besonders hebt er hervor, dass der Film bewusst mit den Erwartungen des Publikums spiele. Obwohl Nymphomaniac aufgrund seiner expliziten Darstellungen häufig auf seine Sexszenen reduziert werde, gehe es inhaltlich um wesentlich tiefere Themen wie Begehren, Einsamkeit und die Komplexität menschlicher Beziehungen.
Im Zentrum der Handlung steht die Figur Joe, die einem älteren Mann namens Seligman ihr von Sexualität geprägtes Leben erzählt. Dabei werde Sex nicht im Sinne von Lust oder Liebe dargestellt, sondern als zunehmend sinnentleert und mechanisch erfahren. In einigen Szenen werde Sexualität sogar mathematisch oder musikalisch abstrahiert, was laut Schmitt auf eine Entfremdung und Rationalisierung emotionaler Erfahrung hinweise.
Besondere Bedeutung misst Schmitt Joes selbstbewusster Abgrenzung von gesellschaftlichen Normen bei. So betont die Protagonistin: „Ich bin nicht sexsüchtig, ich bin nymphomanisch“, womit sie sich gegen eine pathologisierende Sichtweise und gegen therapeutische Vereinnahmung wendet. Joe lehnt gesellschaftliche Anpassung bewusst ab und beansprucht für sich ein autonomes, wenn auch konflikthaftes Leben außerhalb normativer Vorstellungen.
Nach Schmitt verfolgt von Trier mit dem Film das Ziel, die Zuschauer mit ihren eigenen Vorstellungen von Sexualität, Moral und Kunst zu konfrontieren. Nymphomaniac verweigere einfache Antworten und fordere dazu auf, das Vertraute zu hinterfragen.

## Auszeichnungen
Charlotte Gainsbourg gewann 2014 für beide Teile die dänische Bodil als beste Hauptdarstellerin. Im selben Jahr folgten mehrere Nominierungen für den Europäischen Filmpreis (Bester Film, Beste Darstellerin – Charlotte Gainsbourg, Bester Darsteller – Stellan Skarsgård, Publikumspreis). Die Director’s-Cut-Fassung wurde 2015 bei der Verleihung des dänischen Filmpreises Robert in acht Kategorien ausgezeichnet, darunter Bester dänischer Film, Beste Regie und Bestes Originaldrehbuch.